# Пятницкий, Юрий Георгиевич
Юрий Георгиевич Пятницкий (16 мая 1940, Курский район, Курская область, РСФСР, СССР — 15 декабря 2020) — российский государственный деятель, член Совета Федерации.

## Биография
Родился 16 мая 1940 года. В 1963 году окончил Курский сельскохозяйственный институт.
С 1957 по 1958 — рабочий учебного хозяйства Курского сельскохозяйственного института. С 1963 по 1975 — агроном, председатель колхоза "Новая жизнь" Курского района. С 1976 по 1986 — директор Курского оптово-розничного объединения "Плодоовощ". С 1986 по 1988 — агроном-технолог, заместитель председателя Курского РАПО. С 1988 года — первый заместитель генерального директора, генеральный директор агрокомбината "Курский". С 1992 по 1994 — глава администрации Курского района.
С 1994 по 1997 год —  председатель Курской областной Думы. Член Совета Федерации Федерального Собрания Российской Федерации от Курской области с января 1996 по февраль 1997 года. Член Комитета Совета Федерации по аграрной политике.
Скончался 15 декабря 2020 года.

## Награды
- Юбилейная медаль «За доблестный труд. В ознаменование 100-летия со дня рождения Владимира Ильича Ленина»[1].